# Бањара (Фрозиноне)
Бањара (итал. Bagnara) је насеље у Италији у округу Фрозиноне, региону Лацио.
Према процени из 2011. у насељу је живело 94 становника. Насеље се налази на надморској висини од 439 м.